# Rhaphidophyton
Rhaphidophyton é um género monotípico de plantas com flores pertencentes à família Amaranthaceae. A única espécie é Rhaphidophyton regelii.
A sua área de distribuição nativa é a Ásia Central.